# Operacija Grom (HV)
Operacija Grom (radni naziv Vukovarska golubica) bila je planirana vojno-redarstvena operacija HV-a početkom studenog 1995. i polovicom 1996. godine. Operacijom se namjeravalo vojno osloboditi posljednji preostali okupirani dio Hrvatske nakon operacije Oluja - područje Hrvatskog Podunavlja. Od operacije se odustalo opredjeljenjem RH za mirnu reintegraciju Podunavlja i potpisivanjem Erdutskog sporazuma.

## Pozadina
Nakon završetka oslobodilačkih vojnih operacija HV-a u Hrvatskoj i BiH u ljeto 1995., došlo je do prekretnice u odnosu snaga. Hrvatska je strana, na krilima velikih pobjeda, bila raspoložena vojnički osloboditi simbol Domovinskog rata, Vukovar, a uznemireni Srbi predlagali su čak i kolektivno iseljavanje. Na temelju nekih podataka može se zaključiti da su nakon Oluje jedinice Vojske Jugoslavije, odnosno njezina Novosadskog korpusa, ušle na područje istočne Slavonije i Baranje, kako bi pružile potporu 11. slavonsko-baranjskom korpusu SVK u slučaju hrvatskog napada. Predstavnici vukovarskih Srba izjavljivali su veleposlaniku Europske unije kako je za njih neprihvatljivo prihvatiti hrvatsku vlast, u čemu će ustrajati i pod cijenu novog sukoba. Od početka listopada održan je niz sastanaka predstavnika RH i pobunjenih Srba kako bi se pronašlo rješenje do početka konferencije u Daytonu 1. studenog. Istodobno, kao rezervnu opciju u slučaju da pregovori propadnu, državni i vojni vrh Hrvatske počeo je pripreme za novu veliku vojnu operaciju oslobađanja preostalog okupiranog dijela Podunavlja. Predsjednik Tuđman operaciji je dao radno ime "Vukovarska golubica".

## Planirani tijek operacije
Odmah nakon Oluje započela je obavještajna operacija Manjinjorgo, provedena kao priprema za operaciju Grom.  Za cilj joj je bio stvoriti obavještajne pretpostavke za samu napadnu operaciju.  Hrvatske bespilotne letjelice u snimale su svaki metar Baranje i Podunavlja, uključujući i teritorij Vojvodine i Istočnog Srijema, gdje su bile raspoređene snage novosadskog korpusa VJ.
Osnovani su združeni stožeri u koje su pozvani časnici koji su se najviše dokazali u Bljesku i Oluji. Počele su dobro skrivene pripreme i simulacije bitaka, a računalo se da će u akciju krenuti između 30 i 50 tisuća vojnika iz pet gardijskih brigada. U pričuvi je bilo raspoređeno još oko 100.000 vojnika, za slučaj uključivanja Vojske Jugoslavije u sukob. Mjesecima su do potankosti slagani planovi. Snage pobunjenih Srba bile su dobro ukopane, zaštićene minskim poljima. Na okupiranom području Srbi su raspolagali s oko 25.000 vojnika.
Stožer HV-a pripremao je taktičko iznenađenje. Nova taktika nazvana je "vatreni kanali", a potom preimenovana u "vatrene kočije" u čast Slavoncima. Naziv simbolizira sliku koju bi stvorila masovna uporaba topništva i raketnih jedinica koje bi postupno spaljivale pomno određene pravce-kanale u koje bi se onda slijevale oklopne jedinice i gardisti iz pet brigada. Operacija je trebala rezultirati prodorom kroz obranu neprijatelja - kroz Baranju bi bila probijena tri "vatrena kanala", a kroz vukovarsko područje četiri. Tim klinovima pobunjeničke snage bile bi raskoljene, uz istodobno uništavanje zapovjednih centara i uporišta naletima borbenih helikoptera Mi-24. Cilj je bio munjevito izbiti na Dunav te zauzeti kompletan prostor oko Dunava. Helikopterskim desantima dostavljala bi se logistika jedinicama koje bi došle do Dunava. Operacija je trebala trajati maksimalno tri dana, a posebno su uvježbavani načini borbe u naseljenom mjestu. Operacija je zamišljena kao munjevita kako bi se sačuvalo barem ono što je ostalo od Vukovara.

## Odustajanje od operacije
Stavljanjem potpisa predstavnika hrvatske vlade i predstavnika pobunjenih Srba na Erdutski sporazum 12. studenoga 1995. i donošenjem Rezolucije Vijeća sigurnosti UN-a br. 1037 15. siječnja 1996. kojom je uspostavljena Prijelazna Uprava Ujedinjenih naroda za istočnu Slavoniju, Baranju i zapadni Srijem (UNTAES) započeo je proces vraćanja Podunavlja pod hrvatsku vlast, dovršen dvije godine kasnije. SRJ i pobunjeni Srbi i nakon donošenja Erdutskog sporazuma smatrali su da postoji realna, iako razmjerno mala mogućnost da Hrvatska pokrene vojnu operaciju. Iako se od operacije ipak odustalo, po sjećanjima Mate Granića, tada hrvatskog ministra vanjskih poslova, dijelovi hrvatskog vodstva, odnosno vojni krugovi, utjecali su na predsjednika Tuđmana da ipak pokrene vojnu operaciju. Granić ne navodi točno razdoblje kada je došlo do tog prijedloga ali se može pretpostaviti da je riječ o drugoj polovici 1996. Kako navodi Granić, on je zatim u jednom intervjuu za hrvatski tisak izjavio da bi vojno preuzimanje Podunavlja za Hrvatsku imalo teške međunarodne posljedice, te je nakon toga spomenuta operacija "otkazana", a Tuđmanu je Granićev istup navodno "dobro došao" da se riješi pritisaka iz Ministarstva obrane da se spomenuta operacija izvede.

## Razlozi odustajanja

### Vanjskopolitički razlozi
Međunarodna zajednica bila je zabrinuta znajući da Hrvati namjeravaju krenuti u vojnu operaciju oslobađanja, što bi rezultiralo novom izbjegličkom krizom i poljuljalo režim Slobodana Miloševića. U tom slučaju, strahovalo se od izravnog uključenja Vojske Jugoslavije u sukob, čime bi se rat još više rasplamsao, a došlo bi do frontalnog sudara Hrvatske i Srbije na prostoru Podunavlja. Eventualna hrvatska vojna akcija značila bi miniranje američke mirovne inicijative odnosno pregovora u Daytonu, čime bi se rat u BiH nastavio. U tom slučaju, Hrvatska bi pred cijelim svijetom bila označena kao krivac za neuspjeh pregovora.

### Broj potencijalnih žrtava
Budući da je velik dio terena i mostovi prema Baranji bio miniran, procjenjivalo se da hrvatski oklop ne bi mogao brzo napredovati. Također, imajući u vidu neposrednu blizinu granice sa Srbijom, nije bilo isključen udar topništva iz Srbije po hrvatskim snagama. Kada je predsjednik Tuđman čuo da je broj potencijalnih žrtava procijenjen na 1.500 – što je bila konzervativna procjena – odlučio je na svaki način izbjeći vojnu akciju. Svoju odluku obrazložio je riječima: "važan mi je svaki život, i hrvatski i srpski". U lipnju 1997., pri polasku prvog vlaka u Vukovar, javno je objasnio je zašto se Hrvatska opredijelila za mirno rješenje:

## Zanimljivosti
- Županjski hard-rock sastav "Opća opasnost" u drugoj polovici 1995. snimio je pjesmu "Vrijeme je za grom". U spotu se sugerira pokret postrojbi HV-a prema Vukovaru uz stihove "vrijeme je za Vukovar" i "Digla se oluja/Bljesnula je munja/Vrijeme je za grom", čime se aludira na nazive vojnih operacija Bljesak, Oluja i - Grom.